# Shohei Okada
Shohei Okada (født 29. april 1989) er en japansk fodboldspiller, som spiller for den japanske fodboldklub Thespakusatsu Gunma.